# Workenesh Edesa
Workenesh Edesa, née le 11 septembre 1992, est une coureuse de fond éthiopienne ayant remporté plusieurs marathons sur différents continents, notamment à Xiamen et Lanzhou en Chine, Osaka au Japon, Berlin et Prague en Europe, Marrakech en Afrique et Sydney en Australie.

## Biographie
Née en septembre 1992, elle se distingue en remportant le marathon de Marrakech le 25 janvier 2015 en 2h31min06s. Elle a alors 22 ans. Moins d'un an plus tard, le 2 janvier 2016, elle obtient la première place au marathon de Xiamen, une course sur route IAAF Gold Label, en 2h24min04s,. 
Elle multiplie les places sur les podiums. En 2019, elle remporte le marathon de Lanzhou, en franchissant le ruban en 2h30min22s. En 2022, Workenesh Edesa établit un nouveau record personnel en se classant quatrième du marathon de Berlin en 2h18min51s. En 2023, elle remporte notamment le marathon de Prague. En janvier 2024, elle remporte le marathon d'Osaka dans le même temps que le marathon de Berlin de 2022 (2h18min51s), puis en septembre 2024, devenue 10e mondiale, elle gagne le marathon de Sydney, en  2h21min51s, améliorant de 3 minutes le record féminin de cette épreuve.

## Meilleurs temps personnels
- Semi-marathon : 1h12min00s, le 22 mars 2015 à Lisbonne
- Marathon : 2h18min51s, à Berlin en 2022, puis à Osaka en 2024